# Adriana Luna Parra
Adriana María Luna Parra y Trejo Lerdo (19 de febrero de 1946- 25 de agosto de 2018) fue una feminista, psicóloga, escritora y activista mexicana.

## Biografía
Parra fue promotora, integrante y asesora en organizaciones civiles de derechos sociales y humanos, así como en agrupaciones feministas como Las Constituyentes de la Ciudad de México, la Coordinadora de Madres Educadoras, la Red Nacional de Pescadores Ribereños y el Grupo Rosario Castellanos para apoyar al Ejército Zapatista de Liberación Nacional. Formó parte del Frente Feminista Nacional y del grupo Canas Dignas.
Fundadora del Partido de la Revolución Democrática en México. Fue directora general del Bosque de Chapultepec del 1997 al 2000. También fue diputada federal en múltiples ocasiones. Renunció a ese partido después de la desaparición de los 43 estudiantes de la Escuela Normal Rural Raúl Isidro Burgos de Ayotzinapa.
En los últimos años se centró en el estudio del envejecimiento con perspectiva de género (la feminización de la vejez). En su trabajo en esta materia destacó como integrante del Comité Intersectorial México por la Convención de los Derechos de las Personas Mayores. Participó en la mesa por los derechos de las personas mayores en las comisiones Nacional de Derechos Humanos y capitalina. También se desempeñó como consejera consultiva ciudadana del Instituto de las Mujeres del Distrito Federal y fue integrante del Consejo de Mujeres y Hombres Adultos Mayores de la Ciudad de México.
Escribió el libro Abuelas queridas, ¡que vivan sus derechos!, en coautoría con Guadalupe Loaeza. Fue colaboradora de las revistas Ser Mayor y Adulto Mayor, el valor de la experiencia. Fue una promotora del derecho a la eutanasia y murió el 25 de agosto de 2018 a los 72 años, en su casa acompañada de sus amigas y amigos, hijas e hijos, nietas y nietos.